# Big George Foreman
Big George Foreman: The Miraculous Story of the Once and Future Heavyweight Champion of the World (o simplemente Big George Foreman) es una película estadounidense biográfica de drama deportivo dirigida por George Tillman Jr. La película se centra sobre la vida del campeón mundial de boxeo de peso pesado George Foreman, interpretado por Khris Davis. También está protagonizada por Jasmine Mathews, John Magaro, Sullivan Jones, Lawrence Gilliard Jr., Sonja Sohn y Forest Whitaker.

## Sinopsis
Superando una infancia marcada por la pobreza para convertirse en uno de los jóvenes boxeadores más prometedores del mundo, George Foreman sufre una experiencia cercana a la muerte en el ring y jura no volver a pelear nunca más después de decidir convertirse en ministro y predicador bautista. Años más tarde, con la bancarrota acechando sobre su gimnasio en apuros, vuelve a ponerse en contacto con su antiguo entrenador y se convierte en el boxeador de mayor edad en la historia en ganar el campeonato de peso pesado.

## Reparto
- Khris Davis como George Foreman[2]
- Jasmine Mathews como Mary Joan Foreman[3]
- John Magaro como Desmond[3]
- Sullivan Jones como Muhammad Alí[2]
- Lawrence Gilliard Jr. como Archie Moore[2]
- Sonja Sohn como Nancy Foreman[3]
- Forest Whitaker como Doc Broadus[2]
- Shein Mompremier como Paula Foreman[3]
- Carlos Takam como Joe Frazier[4]
- Sam Trammell como Rev. Virdell Stokes
- Tom Virtud como Johnny Carson
- Matthew Glave como Howard Cosell
- Barry Hanley como Steve Zouski

## Producción
En 2021 se informó una película biográfica basada en la carrera de George Foreman. Fue dirigida por George Tillman Jr. a partir de un guion de Tillman y Frank Baldwin, que es una adaptación de una historia escrita por Tillman, Baldwin y Dan Gordon. Khris Davis fue elegido como Foreman, Forest Whitaker como Doc Broadus y Sullivan Jones como Muhammad Ali. Michael K. Williams fue elegido originalmente como Doc Broadus (entrenador y mentor de Foreman), pero murió antes de que comenzara la producción.

### Rodaje
Bajo el título provisional Heart of a Lion, la fotografía principal estaba programada para comenzar en el otoño de 2021 en Nueva Orleans, Luisiana, pero se detuvo por la llegada del Huracán Ida. La producción estaba programada para reanudar la filmación en Shreveport en noviembre, pero se cerró hasta principios de 2022 por un motivo no informado. El rodaje tuvo lugar de febrero a marzo de 2022 en Nueva Orleans.

## Estreno
La película estaba originalmente programada para estrenarse el 16 de septiembre de 2022, pero se retrasó hasta el 24 de marzo de 2023. Se retrasó nuevamente y fue estrenada el 28 de abril de 2023 por Sony Pictures Releasing.

## Recepción
Big George Foreman recibió reseñas generalmente mixtas de parte de la crítica y la audiencia. En el sitio web especializado Rotten Tomatoes, la película posee una aprobación de 42%, basada en 52 reseñas, con una calificación de 4.8/10, y con un consenso crítico que dice: "Big George Foreman tenía una historia deportiva clásica para trabajar; desafortunadamente, la forma lenta y ordinaria en que se cuenta aquí es más una lata de tomate que un campeón de peso pesado." De parte de la audiencia tiene una aprobación de 87%, basada en más de 500 votos, con una calificación de 4.4/5.
El sitio web Metacritic le dio a la película una puntuación de 45 de 100, basada en 11 reseñas, indicando "reseñas mixtas o promedio". Las audiencias encuestadas por CinemaScore le otorgaron a la película una "A-" en una escala de A+ a F, mientras que en el sitio IMDb los usuarios le asignaron una calificación de 6.6/10, sobre la base de más de 6700 votos. En la página web FilmAffinity la cinta tiene una calificación de 5.9/10, basada en 306 votos.